# Nieuw-Zeeland op de Olympische Winterspelen 1980
Tijdens de Olympische Winterspelen van 1980, die in Lake Placid (Verenigde Staten) werden gehouden, nam Nieuw-Zeeland voor de zesde keer deel.

## Deelnemers en resultaten

### Alpineskiën
| Olympiër       | Discipline       | Resultaat | Prestatie                        |
| -------------- | ---------------- | --------- | -------------------------------- |
| Stuart Blakely | afdaling (m)     | 32e       | 1.55,41 (+9,91)                  |
| Stuart Blakely | reuzenslalom (m) | dnf-2     | opgave run 2                     |
| Stuart Blakely | slalom (m)       | dnf-1     | opgave run 1                     |
| Scott Kendall  | reuzenslalom (m) | dnf-1     | opgave run 1                     |
| Scott Kendall  | slalom (m)       | 26e       | 2.00,99 (+16,73) 1.02,27+58,72   |
| Mark Vryenhoek | reuzenslalom (m) | dnf-1     | opgave run 1                     |
| Mark Vryenhoek | slalom (m)       | dnf-1     | opgave run 1                     |
| Anna Archibald | afdaling (v)     | 26e       | 1.46,68 (+9,16)                  |
| Anna Archibald | reuzenslalom (v) | 32e       | 3.06,14 (+24,48) 1.25,82+1.40,32 |
| Fiona Johnson  | reuzenslalom (v) | 30e       | 3.00,66 (+19,00) 1.24,62+1.36,04 |
| Fiona Johnson  | slalom (v)       | dnf-2     | opgave run 2                     |

Andorra · Argentinië · Australië · België · Bolivia · Bondsrepubliek Duitsland · Bulgarije · Canada · China · Costa Rica · Cyprus · Duitse Democratische Republiek · Finland · Frankrijk · Griekenland · Groot-Brittannië · Hongarije · IJsland · Italië · Japan · Joegoslavië · Libanon · Liechtenstein · Mongolië · Nederland · Nieuw-Zeeland · Noorwegen · Oostenrijk · Polen · Roemenië · Sovjet-Unie · Spanje · Tsjecho-Slowakije · Verenigde Staten · Zuid-Korea · Zweden · Zwitserland